# Эло, Арпад
А́рпад Э́ло (англ. Arpad Elo, собственно Арпад Имре Элё, венг. Élő Árpád Imre; 25 августа 1903, Эдьхазашкесё близ города Папа, Королевство Венгрия — 5 ноября 1992, Милуоки) — американский физик венгерского происхождения, ставший известным благодаря созданной им системе подсчёта индивидуальных коэффициентов (рейтингов) игроков («Рейтинг Эло»), применяющейся в шахматах и го. Восьмикратный чемпион штата Висконсин по шахматам, национальный мастер. Один из основателей шахматной федерации США и её президент (1935—1937). Секретарь квалификационной комиссии ФИДЕ (1972—1980), профессор Маркеттского университета.

## Биография
Арпад Имре Эло родился 25 августа 1903 года в Австро-Венгрии в крестьянской семье. В десятилетнем возрасте вместе с родителями эмигрировал в США, где и увлёкся шахматами. После школы поступил в Чикагский университет, по окончании которого в 1935 году стал профессором физики и астрономии Маркеттского католического университета. В том же году возглавил Американскую шахматную федерацию, проработав на этом посту до её слияния в 1939 году с Национальной шахматной федерацией в единую Шахматную федерацию США, где Эло и продолжил свою деятельность организатора в различных должностях до 1976 года.
Занимаясь административной работой и преподаванием физики, Эло также выступал в официальных соревнованиях, будучи весьма сильным любителем. В его активе — две ничьи с Ройбеном Файном, победителем (вместе с П. Кересом) АВРО-турнира 1938 года, приглашённым к участию в матче-турнире претендентов на первенство мира 1948 года. В 1957 году, участвуя в чемпионате Западных штатов, Эло встречался за доской с 14-летним Робертом Фишером (партия завершилась победой будущего чемпиона мира).
В 1988 году профессор Арпад Эло стал членом Зала славы шахматной федерации США. Скончался Эло 5 ноября 1992 года в штате Висконсин.

## Система Эло
В 1959 году по просьбе тогдашнего президента Шахматной федерации США Джерри Спэнна (Jerry Spann) профессор Эло вошёл в состав комиссии по пересмотру и усовершенствованию системы индивидуальных коэффициентов, применявшейся в федерации для оценки относительной силы игроков. Эта система страдала рядом существенных недостатков: в частности, позволяла шахматисту, проигравшему все партии турнира, повысить свой рейтинг, и наоборот, порой приводила к падению индивидуального коэффициента игрока, завершившего соревнование со стопроцентным результатом. Идеи Арпада Эло были положены в основу новой, статистически более корректной системы, основанной на расчёте ожидаемого результата в зависимости от относительной силы участников соревнований.
Система Эло была принята Шахматной федерацией США в 1960 году, а Международной федерацией шахмат (ФИДЕ) — в 1970 году. Система была достаточно проста, чтобы проводить подсчёты без вычислительной техники, ещё весьма несовершенной в те годы, хотя после появления первых карманных калькуляторов Арпад Эло, первоначально лично подсчитывавший рейтинги всех шахматистов, стал использовать эту техническую новинку в своей работе. В течение 15 лет Эло возглавлял Квалификационную комиссию ФИДЕ.
Сам Эло призывал не придавать созданной им системе универсального значения. «Часто люди, не слишком хорошо знакомые с природой и ограничениями статистических методов, ждут от рейтингов слишком многого. Рейтинги обеспечивают лишь сравнение успехов, не больше и не меньше… Определение рейтинга каждого отдельного шахматиста можно сравнить с определением положения покачивающегося на волнах поплавка, привязанного к удочке леской, колышущейся на ветру», — писал он в 1962 году в статье для журнала Chess Life.
Лидером рейтинга Эло в шахматах долгое время оставался Роберт Фишер с коэффициентом 2780. Это лидерство Фишер сохранял в течение 17 лет после своего ухода из шахмат, пока в 1985 году его не превзошёл Гарри Каспаров. В июле 1999 года Каспаров достиг рейтинга Эло 2851, и этот результат был рекордом до 10 декабря 2012 года, когда был превзойдён норвежским гроссмейстером Магнусом Карлсеном, который довёл его до 2882.